# النهارده يوم جميل (فلم)
النهارده يوم جميل فيلم دراما مصري لعام 2021  للمخرجة نيفين شلبي، في أول تجاربها الروائية الطويلة، عن المجموعة القصصية «هضبة المقطم» للكاتب الدكتور علاء سليمان، سيناريو وحوار دينا السقا والمخرجة نيفين شلبي. الفيلم من بطولة باسم سمرة وهنا شيحة ونجلاء بدر وأحمد وفيق، والفيلم عبارة عن مجموعة من القصص المتشابكة عن علاقة الرجل بالمرأة، ويطرح قضايا انعدام التفاهم بين الأزواج والاغتصاب الزوجي وتأخر سن الزواج.
عرض الفيلم في افتتاح الدورة الأولى لمهرجان السينما الفرانكفونية، بالإضافة إلى مشاركته في مهرجان اتحاد السينمائيين الدولى بالمملكة المتحدة.
عرض الفيلم لأول مرة على قناة (OSN) المشفرة يوم 7 يناير 2022.
ومن ثم عرض الفيلم لأول مرة على قناة روتانا سينما وروتانا أفلام وروتانا سينما +FR يوم 2 أكتوبر 2022.
صدر الفيلم إلى دور العرض في السعودية والكويت والإمارات وعمان والبحرين في 25 نوفمبر 2021.
منح موقع قاعدة بيانات الأفلام على الإنترنت (IMDB) الفيلم درجة 5/ 10.
منح موقع قاعدة بيانات الأفلام العربية «السينما.كوم» الفيلم درجة 6.2/ 10.

## طاقم التمثيل
باسم سمرة: في دور فؤاد سمير
هنا شيحة: في دور سميحة
نجلاء بدر: في دور سالي
أحمد وفيق: في دور أحمد
إيمي إسلام: في دور خديجة
انتصار: في دور هناء (زوجة فؤاد)
رمزي العدل: في دور والد سميحة
كريم كوجاك: في دور المحامي
محمود الليثي: في دور محسن
شريف إدريس: في دور الدكتور
محمد حكيم: في دور هاني
بالاشتراك مع: نورهان غازي 

## أحداث الفيلم
يقدم الفيلم 4 قصص عن 4 مشاكل اجتماعية ويعرضها متشابكة، وتدور الأحداث في مكان واحد وفي قالب اجتماعي، ويعرض مشاكل العلاقات الزوجية من منظور مختلف قد يراه المشاهد في صف المرأة أكثر، ولكنه غير ظالم للرجل، حيث شخصيات الرجال تتراوح بين الجيد والسيء، وقد يتعاطف المشاهد مع الرجل لوجود الدوافع المنطقية، فالقصة موضوعية تقدم السيء ومبرراته.
تعيش خديجة (إيمي إسلام) في منطقة شعبية وتتميز بالشهامة، وتقع في قصة حب مع الفنان الشاب محسن (محمود الليثي) موظف الأمن الفقير، والذي لديه احتياجات عديدة، وتدور بينهما العديد من المشاكل خلال الأحداث.
تعاني سالي (نجلاء بدر) من السمنة المفرطة وتتعرض لتأثير السمنة على علاقتها بزوجها واصدقائها والتنمر الذي تعاني منه.
يعمل فؤاد سمير (باسم سمرة) مديراً لبنك وهو متزوج منذ فترة طويلة من هناء (إنتصار) ويعاني من مراهقة متأخرة وأزمة منتصف العمر واحتياجات الرجل النفسية بعد فترة زواج طويلة.
تعيش سميحة (هنا شيحة) حياة تعيسة، فهي موظفة في بنك ومتزوجة من أحمد (أحمد وفيق) والعلاقة بينهم متوترة تصل إلى طلب سميحة من والديها الطلاق من زوجها، وتقوم بتحرير محضر بقسم الشرطة تتهم زوجها أحمد باغتصابها.

## إنتاج الفيلم
كتب بهاء نبيل على موقع صحيفة "اليوم السابع" عن بطلة الفيلم هنا شيحة، وعن حماسها الكبير لخوض تجربة الفيلم الجرئ "النهارده يوم جميل" بفكرته وقضيته، وكتب: "يعد أول فيلم سينمائي مصري يناقش أزمة الاغتصاب الزوجي بشكل حقيقي وواقعية وبكل جرأة، وهو ما يمثل نقلة نوعية لعلاج السينما لقضايا المجتمع المخفية والمسكوتة عنه خاصة فيما يتعلق بالعلاقات الزوجية، وهي المشكلة التي لم يتم تداولها من قبل بشكل صريح في أي عمل درامي... يعيد فيلم «النهاردة يوم جميل»، هنا شيحة، إلى شاشة السينما بعد قرابة ثلاث سنوات عن آخر أعمالها "عيار ناري".
كان فيلم «النهاردة يوم جميل» يحمل اسم «سوء الرجالة» قبل تغييره، وقد اعتذار عدد كبير من النجوم عن بطولة الفيلم، منهم زينة ورانيا يوسف، وكان من المفترض أن تقف أمام أحمد السعدني الذي تم ترشيحه لبطولة الفيلم قبل أن يعتذر عنه هو الآخر.
قررت المخرجة نيفين شلبي إصدار فيلم تسجيلي تحت عنوان «النهارده مش يوم جميل» وذلك بعد الإنتهاء من العمل في فيلمها الروائي «النهاردة يوم جميل» وترصد خلال الفيلم التسجيلي المعاناة الكبيرة وما تعرضت له نفسيًّا من ضغط عصبي كبير أثناء كل مراحل إنتاج الفيلم الطويل، وخصوصًا مرحلة المونتاج والمكساج وتبعتها مرحلة تسويق الفيلم وعرضه سينمائيًّا أو محاولات عرضه في المهرجانات. أضافت المخرجة شلبي: «الفيلم اتظلم دعائيا وتمنيت طرحه في دور العرض المصرية.. وأحرص على تقديم قضايا واقعية تثير اهتمام الجمهور»، أضافت المخرجة: «الفيلم مأخوذ عن مجموعة قصصية خيالية تسمى» هضبة المقطم«للدكتور علاء سليمان»، وهو الذي عرض عليها فكرة تحويلها إلى عمل سينمائي، وبالفعل واقفت على الفور، وبدأت في كتابته مع المؤلفة دينا السقا، وتحمست له كونه أولى تجاربها الروائية الطويلة، كما يتناول قضايا جريئة لم يتطرق لها أي عمل فنى من قبل، استكملت: «أحاول من خلال الفيلم أن أشجع السيدات إنها تتكلم عند تعرضها لأى شكل من أشكال العنف، وتعرف حقوقها حتى تستطيع الدفاع عن نفسها، كما أبرز دور الأهل وأهميته في دعم ابنتهم والوقوف بجانبها في مثل هذه الأزمة»، وأضافت: «أن جائحة كورونا أثرت بدورها على العمل، فهناك عدد من المشاركين به أصيب بالڤيروس، وهو ما تسبب في وقف تصويره أكثر من مرة»، «الفنان باسم سمرة أضاف بعداً كوميديا للعمل رغم أنه درامي، وأيضا الفنانة نجلاء بدر التي ظهرت بشخصية جديدة عليها وغير متوقعة».

## استقبال الفيلم
طرح فيلم «النهاردة يوم جميل» في عدد من الدول العربية مع اليوم العالمي لمناهضة العنف ضد المرآة، حيث أنه يناقش لأول مرة في السينما المصرية مشكلة الاغتصاب الزوجي.
كتبت مروى جمال على موقع «اليوم السابع»: «تدور أحداثه حول العلاقات المعقدة ما بين الرجل والمرأة دون الانحياز للمرأة بالرغم من اسم الفيلم لكن علي العكس الفيلم منصف للرجل والمرأة معا، دون الانحياز لأى طرف في إطار مشوق جديد في التناول والعرض البصرى السينمائى».
حصل فيلم «النهاردة يوم جميل» على شهادة تقدير من مهرجان اتحاد السينمائيين الدولي في المملكة المتحدة في دورته الأولي وذلك بعد وصوله للتصفيات النصف نهائية لأحسن فيلم روائي طويل.
كان فيلم «النهاردة يوم جديد» هو فيلم الافتتاح في مهرجان القاهرة للسينما الفرنكوفونية في دورته الأولي في 11 إلى 16 ديسمبر 2021، بدار الاوبرا المصرية بحضور أكثر من 88 دولة وحكومة ومجتمعات ناطقة باللغة الفرنسية كلغة رسمية غير الأم،
حلت الفنانة «هنا شيحة» ضيفة شرف في ندوة «البرلمان العربي» عن مظاهر العنف ضد المرأة، واحتفى بها البرلمان وبفيلمها الجديد «النهاردة يوم جميل»، الذي يعد أول تجربة سينمائية تناقش موضوع الاغتصاب الزوجي من منظور واقعي، وحسب مقالة مريم الجارحي على موقع البوابة: «تم عرض جزء من الفيلم في عرضه الأول خلال ندوة نقاشية مطولة حملت اسم» مظاهر العنف ضد المرأة وتصدي التشريع العربي لها«. جاءت الندوة في إطار حملة أممية توعوية يقدمها البرلمان العربي لمكافحة العنف ضد المرأة،  ومناقشة دور الفن في إبراز القضايا الاجتماعية الملحة كقضايا العنف والتحرش والاغتصاب، كالتي يناقشها الفيلم، والذي يتناول الفراغ التشريعي في قضية الاغتصاب الزوجي».

## وصلات خارجية
- مقالات تستعمل روابط فنية بلا صلة مع ويكي بيانات
- النهارده يوم جميل على موقع دهليز
- النهارده يوم جميل على موقع أخبار الشروق